# Denis Zemtchenok
Denis Zemtchenok (en russe : Денис Земченок) est un joueur russe de volley-ball né le 31 août 1987 à Sverdlovsk (oblast de Sverdlovsk, alors en URSS). Il mesure 2,02 m et joue attaquant.

## Clubs
| Club                      | De        | À         |
| ------------------------- | --------- | --------- |
| Spartak Saint-Pétersbourg | 2004-2005 | 2010-2011 |
| Dinamo Krasnodar          | 2011-2012 | ...       |

## Palmarès
Néant.